# Saint-Geniez
Saint-Geniez település Franciaországban, Alpes-de-Haute-Provence megyében. Lakosainak száma 107 fő (2022. január 1.). Saint-Geniez Authon, Le Castellard-Mélan, Châteaufort, Entrepierres, Valavoire és Valernes községekkel határos.

## Népesség
A település népessége az elmúlt években az alábbi módon változott:
| Lakosok száma | 67   | 59   | 55   | 107  | 92   | 95   | 96   | 105  | 106  | 107  |
|               | 1968 | 1982 | 1990 | 2006 | 2013 | 2015 | 2017 | 2019 | 2020 | 2022 |